# Guadiana
Râul Guadiana este un râu spaniol, care trece prin Portugalia și Spania și se varsă în Golful Cadiz.